# Opuntia rufida
Opuntia rufida es una especie fanerógama perteneciente a la familia Cactaceae. Nativas de Norteamérica en Chihuahua y Coahuila de Zaragoza en México y Texas.

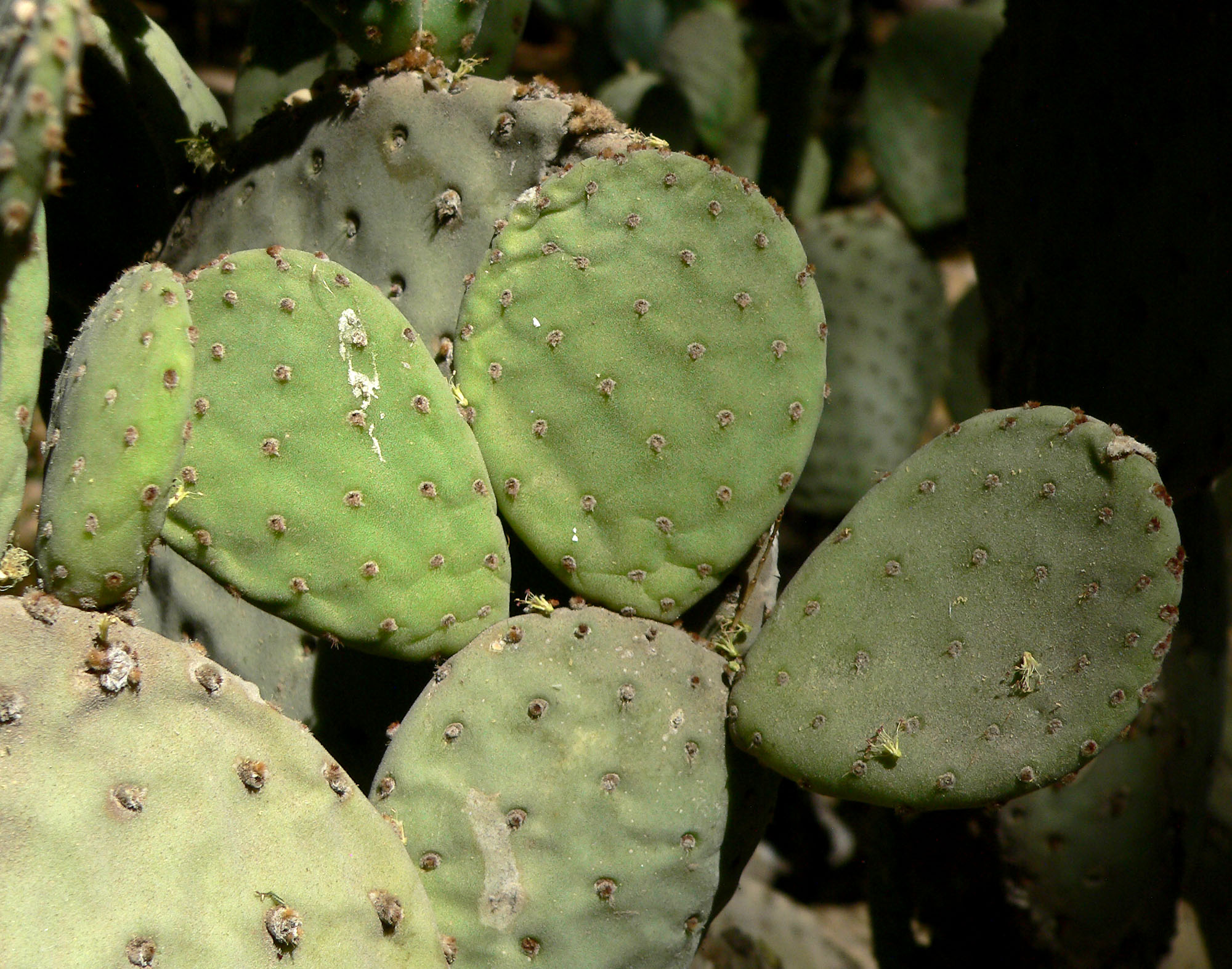
Vista de la planta

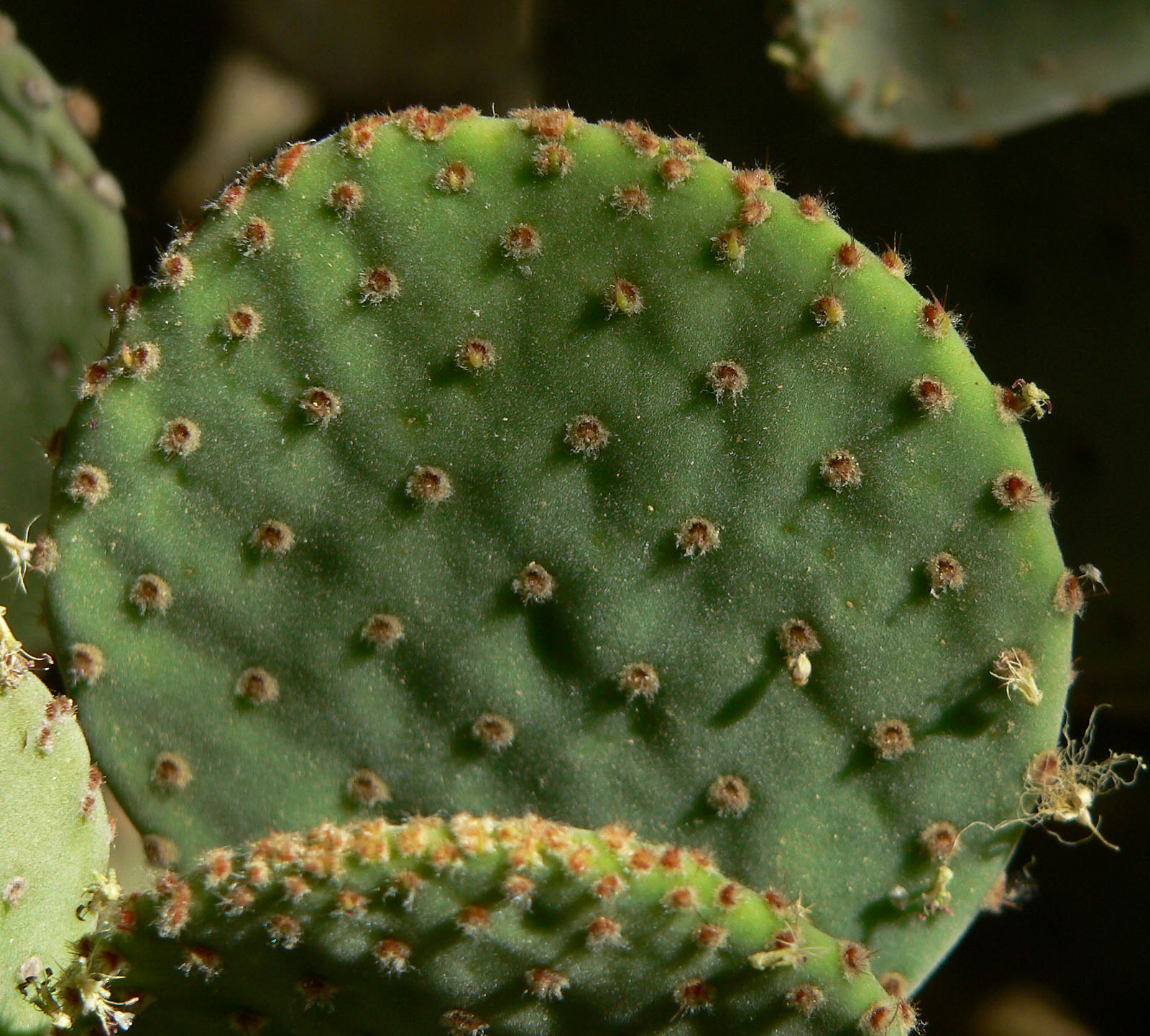
Detalle

## Descripción
Opuntia rufida es un arbusto que crece con varias ramas principales, alcanzando un tamaño de 1 a 1,5 metros de altura. Raramente forma una colonia. Los cladodios son circulares, de color azul-verde a gris-verde de 7,5 a 20 cm de largo, y 1 a 1,5 cm de ancho. Los rudimentos de hojas son cónicas y tienen una longitud de hasta 4,5 milímetros. Las areolas circulares, de 0,5 a 2,5 cm lleva un gloquidio rojizo, o marrón rojizo, ligeramente inclinado pero no espinas. Las flores son de color amarillo brillante o naranja y  de 6 a 7,5 centímetros. Los frutos son carnosos, rojos brillantes y elipsoidales y tuberculados ligeramente. Miden hasta 2,5 cm de largo y tienen un diámetro de 1,5 a 2 centímetros.

## Taxonomía
Opuntia rufida  fue descrita por George Engelmann y publicado en Proceedings of the American Academy of Arts and Sciences 3: 298. 1856.
Etimología
Opuntia: nombre genérico  que proviene del griego usado por Plinio el Viejo para una planta que creció alrededor de la ciudad de Opus en Grecia.
rufida: epíteto latino que significa "rojiza".
Sinonimia
- Opuntia lubrica
- Opuntia herfeldtii

## Nombre común
- Español: Nopal rojizo